# Agua Prieta
Agua Prieta ist eine Stadt im Norden des mexikanischen Bundesstaates Sonora mit 77.254 Einwohnern (Stand: 2010). Agua Prieta, Sitz des Municipio Agua Prieta sowie dessen mit Abstand größter Ort, liegt gegenüber von Douglas an der mexikanisch-US-amerikanischen Grenze. Die wichtigsten Wirtschaftszweige sind Industrie und Handel. 

## Geschichte
Die Eisenbahnstrecke zwischen Douglas (Arizona) und Nacozari (Sonora) zog viele Menschen in die 1899 gegründete Stadt Agua Prieta. Die verkehrstechnisch günstige Lage sowie die Nähe zu den Vereinigten Staaten waren auch mit ein Grund dafür, dass Agua Prieta während der Mexikanischen Revolution 1911 und 1915 Schauplatz zweier Schlachten war.
Der „Plan von Agua Prieta“ war eine Verschwörung mehrerer Generäle im Norden des Landes unter der Führung von Álvaro Obregón gegen den Präsidenten Venustiano Carranza, der im Mai 1920 ermordet wurde.

## Persönlichkeiten
- Edgar Rivera (* 1991), Hochspringer